# Kartuziánský klášter svatého Bruna (Valdice)
Někdejší klášter kartuziánů ve Valdicích (často též Valdická kartouza) je bývalá kartouza (klášter mnišského řádu kartuziánů) s klášterním kostelem Nanebevzetí Panny Marie. Nachází se ve Valdicích u Jičína. Patří k nejvýznamnějším stavbám raného italského baroka v Čechách a k nejznámějším barokním stavbám okresu Jičín. Od poloviny 19. století slouží areál jako věznice.

## Dějiny kláštera

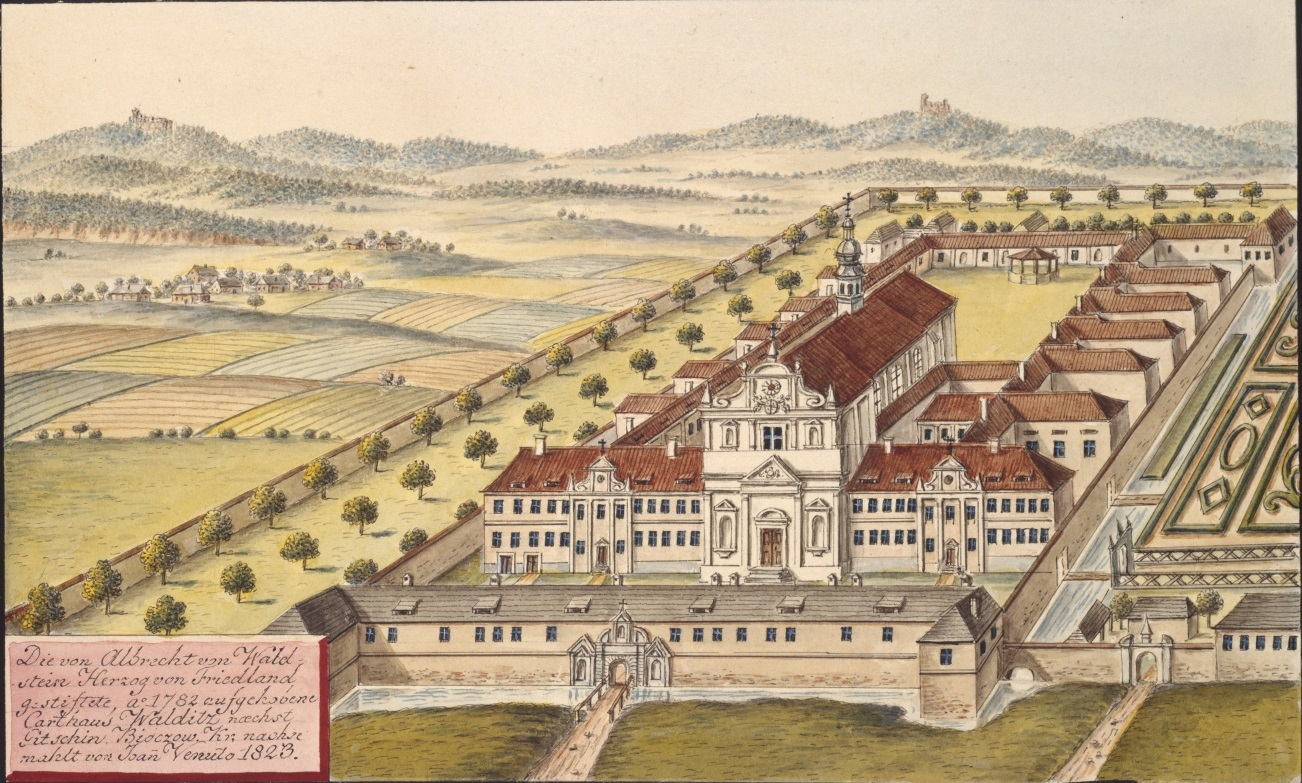
Historická podoba kartouzy od Giovanniho Venuta z roku 1823

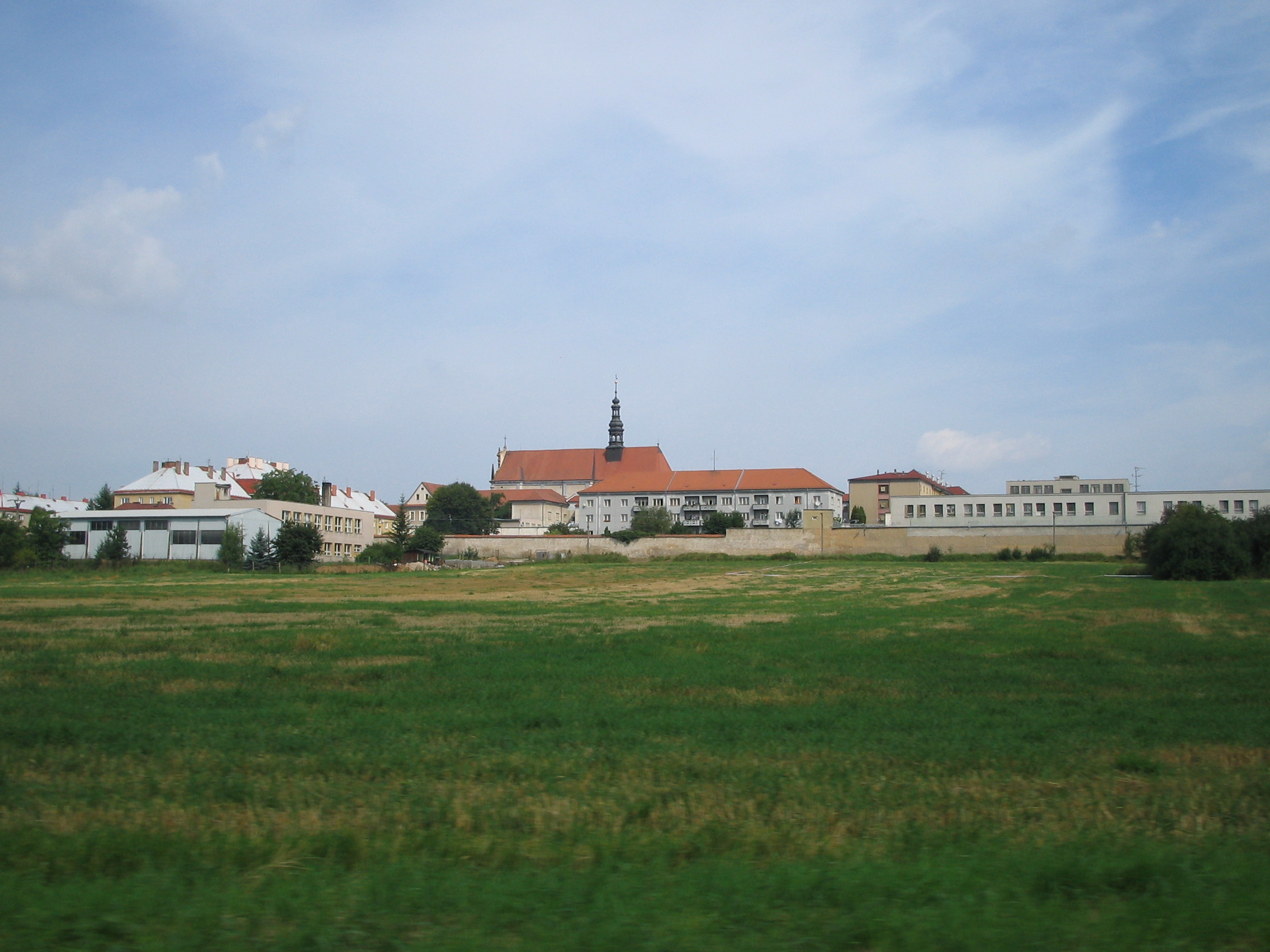
Areál bývalého kartuziánského kláštera ve Valdicích

Valdickou kartouzu založil Albrecht Václav Eusebius z Valdštejna (1583–1634) jako severní zakončení své ucelené architektonické koncepce Jičína, tehdejšího hlavního města Frýdlantského vévodství. Klášter je tak v jedné rovině s vrcholem Veliše, kde měl stát minoritský klášter, kostelem Panny Marie de Salle, kostelem sv. Jakuba a lipovou alejí, zároveň také s hradem Kumburk. Valdštejn chtěl být ve valdickém klášteře pohřben a dal si v kostele zbudovat kamenné mauzoleum, do kterého bylo jeho tělo převezeno po úspěšném atentátu z Chebu. Jeho ostatky byly ale druhotně uloženy do zámecké kaple v Mnichově Hradišti.
Dekretem z 29. ledna roku 1782 byl klášter v rámci josefínských reforem zrušen, poslední 28. převor Červinka pohřben a zbylí řeholníci vypuzeni.

### Stavby
Klášter vybudovali Valdštejnovi italští dvorní mistři. Podle projektu architekta Andrey Spezzy z roku 1627 se stavbou roku 1630 začali jeho bratr Giovanni Battista Spezza a Franz Latomus. V díle pak pokračoval Nicolò Sebregondi a do roku 1655 je dokončil Giovanni Battista Pieroni. Na úpravě interiérů se pracovalo až do roku 1665. Objekty na přibližně obdélném půdorysu jsou uspořádány osově symetricky od vstupní brány podle podélné západo-východní osy s kostelem sevřeným kvadraturou uprostřed areálu. Postranní křídla původně tvořily izolované cely řeholníků, každá s vlastní zahrádkou.
Kostel Nanebevzetí Panny Marie, dříve zasvěcený sv. Brunovi a později sv. Josefovi, je trojlodní bazilika se třemi páry bočních kaplí podle římského Vignolova vzoru. Na vstupním portálu má tesaný rakouský říšský znak z doby kolem roku 1650 a v nikách čtyři sochy patronů (sv. Bruno, sv. Hugo, sv. Jan Křtitel a sv. Josef). Z vnitřního zařízení se dochovaly oltáře sv. Barbory (patronky vězňů a dělostřelců) a sv. Bruna a kazatelna ze 17. století. Ostatní zařízení bylo po roce 1782 převezeno do kostelů v Radimi a v Úbislavicích, další zařízení se dostalo po roce 1950 do muzea v Železnici.
Před kartouzou stojí sloup se sochou sv. Jana Nepomuckého z roku 1698.

### Vnitřní zařízení a výzdoba
Kamenné a štukové architektonické články vně i uvnitř jsou cennou raně barokní dekorací, stejně jako zbytky nástropních a nástěnných maleb a dřevěné intarzované dveře. Na jejich opravě či obnově ve 2. desetiletí 21. století se podíleli vězni a vznikla expozice muzea. Z klášterní knihovny se dochovaly bohatě zdobené knihovní skříně přibližně z roku 1740, nyní ve sbírce Uměleckoprůmyslového muzea v Praze.

## Dějiny věznice
V letech 1855–1856 rakouská správa dala tyto erární budovy přestavět na trestnici podle návrhu vídeňského architekta Wehrenfenninga. Mnišské cely byly zvýšeny o patro a byl vybudován vězeňský dvůr jako uzavřený vycházkový areál. Dokonalost ohrazení a přistavění příčných dvorních křídel z roku 1863 z budov učinila dobře zabezpečené a obávané vězení. Byl zde vězněn například známý Václav Babinský.

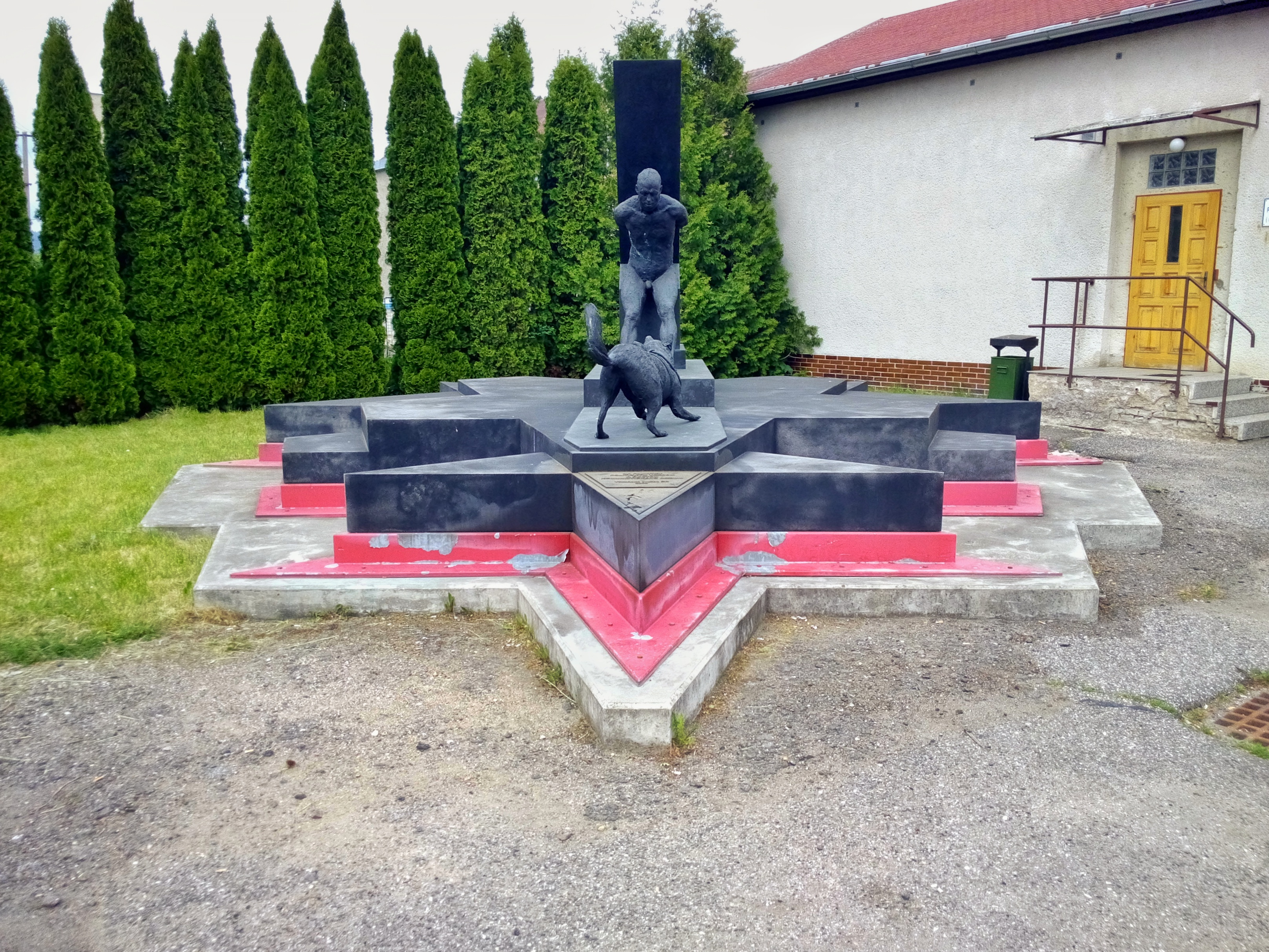
Památník politických vězňů před věznicí

Za komunistického režimu zde byli rovněž vězněni političtí vězni, z nichž někteří zde zemřeli, mezi nimi např. armádní generál Bohumil Boček či viceprovinciál jezuitů Antonín Zgarbík (oba v důsledku odepření lékařské péče). V roce 1950 byl ve věznici mučen i P. Josef Toufar (1902–1950), farář z Číhoště, kde se pohnul při kázání kříž (tzv. číhošťský zázrak).
Vězení dodnes funguje a patří k nejstřeženějším věznicím v České republice. Jsou sem umisťováni nejtěžší zločinci, střídavě zde byl vězněn i Jiří Kajínek. Dne 26. září 2010 zde spáchal sebevraždu tzv. „lesní vrah“ Viktor Kalivoda.

## Seznam politických vězňů ve Valdicích
Seznam není kompletní

#### Vězněni
- Jiří Gruntorád
- Ivan Martin Jirous
- Adolf Kajpr
- Antonín Mandl
- Josef Myslivec
- Vladimír Neuwirth
- Josef Petr Ondok
- Karel Otčenášek
- František Šilhan
- Bohumil Tajovský
- Václav Teplý
- Štěpán Trochta
- Jan Evangelista Urban
- Jan Zemánek
- Josef Zvěřina

#### Zemřeli zde
- Bohumil Boček
- Antonín Zgarbík
- Jiří Stříbrný
- Kevin Dahlgren

## Seznam doživotně odsouzených (2024)
- Petr Zelenka
- Vladimír Bayer
- Ján Kasan
- Josef Schottenhammel
- Miroslav Szettey
- Luboš Miko
- David Brožovský
- Radim Odehnal
- Petr Zápotocký
- Zhang Qui Liang
- Tomáš Vít
- Tomáš Křepela
- Michael Šváb
- Libor Skopalík
- David Virgulák
- Pavel Poupa